# Адміністративний устрій Кагарлицького району
Адміністративний устрій Кагарлицького району — адміністративно-територіальний поділ Кагарлицького району Київської області на 1 міську та 26 сільських рад, які об'єднують 50 населених пунктів і підпорядковані Кагарлицькій районній раді. Адміністративний центр — місто Кагарлик.

## Список радКагарлицького району(Станом на 2016 рік)
| №  | Назва                            | Центр             | Населені пункти                          | Площа км² | Місце за площею | Населення (2001), осіб. | Місце за населенням |
| -- | -------------------------------- | ----------------- | ---------------------------------------- | --------- | --------------- | ----------------------- | ------------------- |
| 1  | Кагарлицька міська рада          | м. Кагарлик       | м. Кагарлик                              |           |                 |                         |                     |
| 2  | Бендюгівська сільська рада       | с. Бендюгівка     | с. Бендюгівка                            |           |                 |                         |                     |
| 3  | Буртівська сільська рада         | с. Бурти          | с. Бурти с. Очеретяне                    |           |                 |                         |                     |
| 4  | Великоприцьківська сільська рада | с. Великі Прицьки | с. Великі Прицьки с. Дібрівка с. Виселка |           |                 |                         |                     |
| 5  | Горохівська сільська рада        | с. Горохове       | с. Горохове с. Горохівське               |           |                 |                         |                     |
| 6  | Горохуватська сільська рада      | с. Горохуватка    | с. Горохуватка с. Іванівка с. Тарасівка  |           |                 |                         |                     |
| 7  | Демівщинська сільська рада       | с. Демівщина      | с. Демівщина с. Оріхове                  |           |                 |                         |                     |
| 8  | Зеленоярська сільська рада       | с. Зелений Яр     | с. Зелений Яр                            |           |                 |                         |                     |
| 9  | Зікрачівська сільська рада       | с. Зікрачі        | с. Зікрачі                               |           |                 |                         |                     |
| 10 | Кадомська сільська рада          | с. Кадомка        | с. Кадомка с. Зорівка с. Калинівка       |           |                 |                         |                     |
| 11 | Кузьминецька сільська рада       | с. Кузьминці      | с. Кузьминці с. Панікарча                |           |                 |                         |                     |
| 12 | Леонівська сільська рада         | с. Леонівка       | с. Леонівка с. Антонівка                 |           |                 |                         |                     |
| 13 | Липовецька сільська рада         | с. Липовець       | с. Липовець                              |           |                 |                         |                     |
| 14 | Ліщинська сільська рада          | с. Ліщинка        | с. Ліщинка с. Расавка с. Тернівка        |           |                 |                         |                     |
| 15 | Мирівська сільська рада          | с. Мирівка        | с. Мирівка                               |           |                 | 1291                    |                     |
| 16 | Новосілківська сільська рада     | с. Новосілки      | с. Новосілки                             |           |                 | 345                     |                     |
| 17 | Переселенська сільська рада      | с. Переселення    | с. Переселення                           |           |                 | 1498                    |                     |
| 18 | Расавська сільська рада          | с. Расавка        | с. Расавка                               |           |                 | 183                     |                     |
| 19 | Слобідська сільська рада         | с. Слобода        | с. Слобода                               |           |                 | 1813                    |                     |
| 20 | Ставівська сільська рада         | с. Стави          | с. Стави                                 |           |                 | 1547                    |                     |
| 21 | Стайківська сільська рада        | с. Стайки         | с. Стайки                                |           |                 | 2142                    |                     |
| 22 | Стрітівська сільська рада        | с. Стрітівка      | с. Стрітівка                             |           |                 | 730                     |                     |
| 23 | Сущанська сільська рада          | с. Сущани         | с. Сущани                                |           |                 | 542                     |                     |
| 24 | Халчанська сільська рада         | с. Халча          | с. Халча с. Воронівка с. Виселкове       |           |                 |                         |                     |
| 25 | Черняхівська сільська рада       | с. Черняхів       | с. Черняхів                              |           |                 | 1306                    |                     |
| 26 | Шпендівська сільська рада        | с. Шпендівка      | с. Шпендівка                             |           |                 | 718                     |                     |
| 27 | Шубівська сільська рада          | с. Шубівка        | с. Шубівка с. Землянка                   |           |                 |                         |                     |

* Примітки: м. — місто, смт — селище міського типу, с. — село, с-ще — селище